# اعتقاد

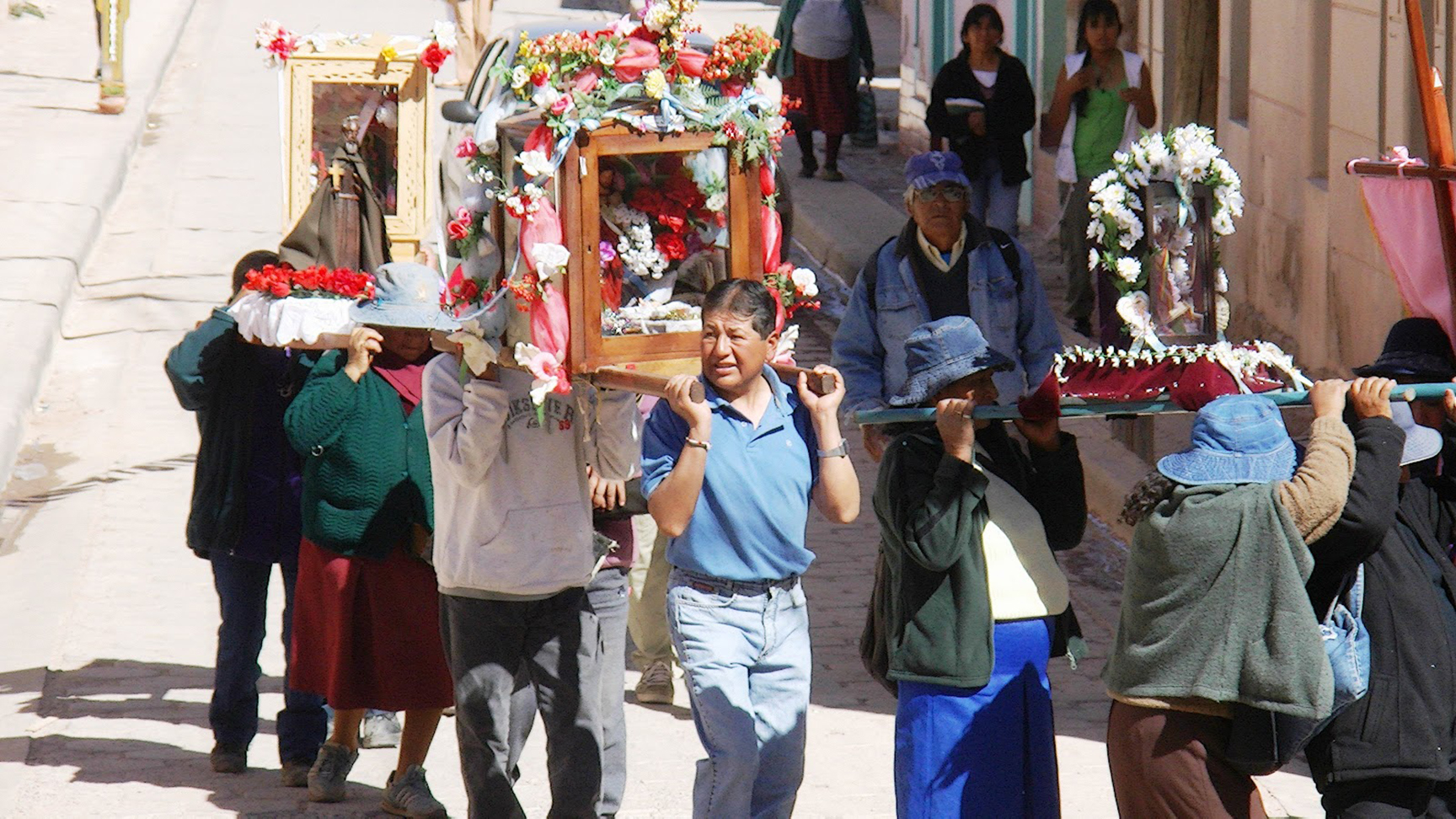

الاعتقاد له معنيان، أحدهما المشهور وهو حكم ذهني جازم يقبل التشكيك، والثاني غير المشهور وهو حكم ذهني جازم أو راجح. فيعم العلم وهو حكم جازم لا يقبل التشكيك والاعتقاد المشهور، والظن وهو الحكم بالطرف الراجح. فالاعتقاد بالمعنى المشهور يقابل العلم، وبالمعنى غير المشهور يشتمل على العلم والظن.